# Enōsis Neōn Trast Leukōsias
L'Enōsis Neōn Trast Leukōsias o, più brevemente, Trast (in greco Ένωση Νέων Τραστ Λευκωσίας) è stata una squadra di calcio della città di Nicosia, a Cipro.

## Storia
Fondato nel 1924, fu tra le squadre fondatrici della Federazione calcistica di Cipro nel 1934. Per la scelta del nome i fondatori si ispirarono al lemma inglese trust, che significa fiducia, traslitterandone la forma fonetica.
Nei primi quattro anni di competizioni dominò la scena assieme all'APOEL: tutti i titoli e le posizioni d'onore di quegl'anni andarano alle due squadre.
Ritiratasi dalla federazione nel 1938 per problemi finanziari, venne definitivamente sciolta nel 1944.

## Palmarès

### Competizioni nazionali
- Campionato cipriota: 1

1934-1935
- Coppa di Cipro: 3

1934-1935, 1935-1936, 1937-1938

### Altri piazzamenti
- Campionato cipriota:

Secondo posto: 1935-1936, 1936-1937, 1937-1938
- Coppa di Cipro:

Finalista: 1936-1937